# Жирона (провинция)
Жиро́на (кат. Girona), Херо́на (исп. Gerona) — провинция на северо-востоке Испании, в составе автономного сообщества Каталония. Административный центр — город Жирона.

## История
В 1810 г. генеральным губернатором Каталонии маршалом Ожеро в Каталонии было создано 4 префектуры, ставшие прообразом сегодняшних провинций. В 1812 г. Наполеон I включил Каталонию в состав Французской империи — префектуру, в которой находилась Жирона, была преобразована в департамент Те.
Провинция Жирона, как и другие провинции Каталонии, была образована в 1822 г. Восточная часть департамента Башя-Сарданья была присоединена к провинции в 1833 году.
Официальное название провинции было Херона до 1992 года, когда оно было изменено на Жирону, в то же время, когда провинция Лерида была изменена на Льейду. Эти изменения произошли после официального изменения названия соответствующих провинциальных столиц, которое проводилось в предыдущем десятилетии.

## Муниципалитеты
В провинции 222 муниципалитета. Самые крупные из них:
| Город                | Население |
| -------------------- | --------- |
| Жирона               | 96.722    |
| Фигерас              | 44.765    |
| Льорет-де-Мар        | 40.282    |
| Бланес               | 39.834    |
| Олот                 | 33.725    |
| Сальт                | 30.389    |
| Палафружель          | 22.816    |
| Сан-Фелиу-де-Гишольс | 21.814    |

## География
Площадь провинции — 5 910 км² (40-е место среди провинций страны).
Она граничит с провинциями Барселона на юге, Лерида на западе и с Францией на севере, а также со Средиземным морем, имея эксклав, окруженный Францией.
Основной рекой Жироны является Тер, самая длинная в провинции.
С 48 000 деревьев на квадратный километр Жирона, является провинцией с самой высокой плотностью лесов в Испании.

## Демография
Население — 769 274 (данные 2021 г.).